# 中印边境战争东线中部战役
|  |

东线中部战役，中方称之为里米金、梅楚卡、都登方向的反击作战，是中印边境战争期间由中国人民解放军陆军发起的一系列在中印边境实际控制线东段中部的拔点作战。在解放军的部署中，这是一场次要的作战行动，目的是为了配合同期的西山口-邦迪拉战役和瓦弄战役。尽管取得了胜利，但由于解放军指挥员的犹豫与误判，仅完成了驱赶印军的目标，并未能有效杀伤印军有生力量。

## 背景
10月27日，解放军总参谋部命令：以山南军分区、林芝军分区的部队向里米金、梅楚卡、都登一线反击。据此，西藏军区政治委员谭冠三、参谋长王亢、政治部副主任白健等留拉萨的领导，指挥实施中印边境东段中部地区的反击作战。西藏军区决心调集林芝、山南及拉萨地区可能抽出的兵力（含边防分队），共约 3 个营 2200 余人，于 11 月 18 日、19 日分别向里米金，梅楚卡、都登方向发起反击。

## 里米金地区战斗
里米金地区印军部署如下：
- 查谟·克什米尔联队第二营一部
- 阿萨姆步兵第九营一部[2][3]

共约400余人，分别部署在窝热、根村至格几河一线及里米金地区。
解放军的进攻部队为山南军分区步兵第一团（655人），对该方向印军实施攻歼作战。11月14日，第一团指挥所（由团长白泉上校、政委叶达泉上校、参谋长高庆振中校、副主任李福云少校组成），率部队分别从塔克新、马加到达哥里西娘集结。印军先期将日约桥（哥里西娘东2小时行程）破坏。第一团立即组织架便桥，经3昼夜努力，于17日19时完成便桥架设。18日11时，军区获悉里米金之印军有南逃迹象，即令第一团急进。
该团先头部队于18日17时20分进至窝热，与印军警戒分队打响。经 15 分钟战斗，毙印军1人，缴步枪1支，第一团伤6人。印军向里米金方向逃窜。
20日11时40分，第一团进至娘仁东山坡。印军1个连在根村凭险据守。此地栈道被印军破坏，团指即以火力掩护步兵，从正面搭梯通过，另以两个连攀绝壁向里米金迂回。21日拂晓，发现里米金印军纵火烧房，该团即发起冲击，并于8时30分占领里米金。该地印军已向塔里哈方向逃跑，部队立即向东追击。21日黄昏，部队进至聂落（里米金东6小时行程），奉命停止追击，22日13时撤回里米金。此战，歼印军1人，缴获武器、弹药、物资一部。第一团伤6人。

## 梅楚卡地区战斗
梅楚卡地区部署如下：
- 第八廓尔喀联队第二营——（位于达东、公拉、巴让岗南侧高地及梅楚卡地区）
- 马德拉斯联队第二营第二连配属炮兵一部——（位于白马吉岭）
- 阿萨姆步兵第十一营第二中队与第八廓尔喀联队第二营营部——（位于巴让岗地区）

解放军做出了的部署是，以西藏军区独立营、林芝军分区米林营、墨脱营两个连，共1656人，由林芝军分区前指（司令员杨永恩大校、参谋长李奋上校、副参谋长闰跃华中校、副主任王磊中校）指挥，向梅楚卡方向反击。
11 月 16 日，林芝军分区前指率米林营（欠第四连）、军区独立营从马尼岗出发。17 日，以军区独立营直插梅楚卡，以米林营（欠第四连）沿马尼岗河直插达东。 18 日 18 时 51 分，独立营进至白马吉岭与该地印军打响，由于指挥不力，至 19 日拂晓尚未突破印军阵地。16 日，由林芝军分区政治部副主任王磊所率米林营第四连从拉曼出发，于 17 日 10 时 30 分进至嘎公拉（巴让岗西 4 小时行程）受印军阻击，停滞该地。 13 日夜，印军向达东方向撤逃，至 19 日 7 时全部撤离。军区独立营及米林营第四连，于 19 日 11时进占已让岗。19 日 22 时林芝军分区前指命军区独立营向达东追击，该营第三连（即军区警卫营第三连）受命后，决定昼夜兼程追歼逃敌。该班于 19 日 20时出发，沿梅楚卡河谷向南追击。
20 日 9 时 15 分，追至热公西侧山上，发现正前方有数十名印军正向南逃跑。班长范少全率全班加快速度，隐蔽接近，突然向印军开火，毙印军 16人，俘 2 人。其余印军惊慌逃命，有 10 余名印军滚落崖下摔死，另一股逃入森林。该班继续追击。追击中，发现群众背东西南逃。范少全怕误伤群众，便一面向群众摆手示意卧倒，一面令全班向印军射击，将 5 名印军全部消灭。12 时 45 分，追到来不希附近时，奉命停止追击。该班经三个半小时追击，行程约 45 华里，共毙印军 21 人，俘 2 人，坠崖摔死 10 余人，缴获轻机枪 5挺、冲锋枪 6 支、步枪 26 支、51 迫击炮 3 门。战后，范少全荣立二等功。印军主力 300～400 人溃散于森林。独立营继续追击，21 日 11 时追至民英，与米林营主力会合。
米林营 18 日 18 时进至如因后，分兵两路：一路以第五、第六连沿马尼岗河东岸向达东进击，于 19 日 15 时，进至龙德附近。印军放火烧房后向达东逃窜，20 日 8 时，该部从龙德出发，于 21 日进至达东。另一路第七连与工兵连，自如因向西南越党参拉山直插民英，于 20 日 14 时抵民英（河北岸）。印军约 150 人从梅楚卡方向达东逃窜，指挥员误认为系印军前卫，企图放过后打其本队。由于判断夫误，丧失了战机。21 日 11 时，与军区独立营会合后向达东追击，13 时进占达东。达东之印军已于 20 日逃窜，部队奉命停止追击。
至此，梅楚卡地区战斗结束。解放军共歼灭印军 78 人（毙 30 人、俘 48 人、发现饿死 5 人），缴获武器、弹药、物资一部。林芝军分区部队伤亡 17 人（亡6人、伤 11 人）。

## 都登地区战斗
都登方向，印军约 800 余人。其部署如下：
- 马德拉斯联队第二营1个连及阿萨姆步兵第十一营第三中队一部——（在邦拉、更仁设防）
- 马德拉斯联队第二营（欠1个连）、配属第四十四山炮团第七十连及勤务保障分队一部——（驻守都登及其附近地区）

11 月 15 日，墨脱独立营率两个连，从背崩乡地东出发，19 日 17 时 55 分进至更邦拉，向印军发起攻击。经 19 分钟战斗，印军向更仁逃窜。21 日 18 时，墨脱营占领更仁，印军逃往都登。22 日上午，该营追至哥布（距都登半日行程），获悉都登之印军已于 21 日南逃。该营部奉命停止追击，于 23 日 1 时从哥布返回浪波待命。此战，共歼印军12人，独立营亡8人、伤2人。

## 收尾
20日21时30分，解放军总参谋部发出停止反击作战的命令，并指示：“东线中部各部队在占领梅楚卡、里米金、都登后即停止追击，在原地打扫战场，加强警戒”。西藏军区当即命令山南、林芝军分区参战部队撤回里米金、梅楚卡、浪波等地区，集结待命。至此，东线中部战役结束。
战后总结时，解放军认为部队受到了一次最实际的锻炼，同时也暴露了一些问题，主要是由于部分指挥员不够果断追击，所以未能更多地歼灭印军有生力量。

## 脚注
1. ↑  其中5人饿死